# سايشيتسو
سايشيتسو (بالإنجليزية: Seishitsu) (正室) هو المصطلح المستخدم باللغة اليابانية في فترة إيدو للإشارة إلى الزوجة الرسمية لأحد الموظفين الرسميين عاليي المستوى. وغالبًا ما كان إمبراطور اليابان تينو وكوجيو (مسئولو البلاط الملكي) والشوغون والداي-ميو يتزوجون عدة مرة لضمان إنجاب وريث لهم. وقد كانت سايشيتسو تتمتع بوضع مميز مقارنة بالزوجات الأخريات، حيث يطلق عليها اسم سوكوشيتسو (側室، [المحظية).
ويعود هذا النظام إلى نظام ريتسوريو في فترة نارا وفترة هييان. وفي تلك الفترة، كان يطلق على الزوجة الرئيسية اسم شاكوساي (嫡妻). وآخر إمبراطور ياباني كانت له محظيات هو الإمبراطور ميجي.
وقد كانت النزاعات المتعلقة بالإرث والخلافة بين الأبناء من الزوجة الرسمية والمحظيات مصدرًا دائمًا للصراعات الداخلية، وغالبًا المسلحة، بين الأسر (O-Ie Sōdō).